# Cythna Lindenberg Letty
Cythna Lindenberg Letty (1 de enero de 1895, Standerton - 3 de mayo de 1985, Pretoria) fue una botánica artista e ilustradora sudafricana, recordada como un ícono de la ilustración botánica de Sudáfrica en virtud de la calidad y cantidad de sus pinturas meticulosamente ejecutadas, producidas en un periodo de 40 años con el "Herbario Nacional de Pretoria".

## Biografía
Cythna es muy recordada por su libro "Wild Flowers of the Transvaal" de 1962. Al introducirse en Sudáfrica la monetización decimal, fue encargada de diseñar motivos florales para las monedas de 10, 20 y 50 centavos. Además tenía un costado de poeta, publicando "Niños de las Horas" cuando ya estaba en sus ochenta.
Cythna era la mayor de las hijas del segundo matrimonio de Josina Christina Lindenberg, y fue llamada por la heroína del poema de Percy Shelley: 'la Revuelta del Islam". Los Lettys tuvieron cinco hijos, más los seis del primer matrimonio de Josina que por muchos años vivieron todos juntos formando parte de una familia extendida y disciplinada. Aprendieron a tocar varios instrumentos musicales.
El padre de Cythna, Walter Edward, tuvo muchos cambios en su carrera, y la familia con frecuencia se mudaba resultando en desarraigo. Así Cythna concurrió a 13 escuelas, terminando en el "Pretoria Girls' High School". Con el comienzo de la Primera Guerra Mundial, Walter Edward se enrola y sirve en Francia, permaneciendo allí aún con la paz declarada. Josina se ganaba la vida y ayudaba a la familia ilustrando árboles genealógicos. Su aptitud artística pasó a varios hijos, pero solo Cythna tomó pasión por la obra botánica.
Las mayores preocupaciones de Cythna hasta 1924 fueron la docencia y el cuidado de niños. Por dos años trabaja como artista, en la "División de Veterinaria de Onderstepoort", Pretoria, ilustrando enfermedades y órganos cancerosos, para luego ser transferida a la "División de Vegetales Industriales" bajo el Dr I.B. Pole Evans. Allí comienzan sus 730 contribuciones a "Flowering Plants of Africa" (ed 2005 ISBN 1-919976-15-9).
Renuncia en 1938 para casarse con Oscar William Alric Forssman. Luego de nacido un hijo, retoma su trabajo en la "División de Botánica en 1945 hasta 1966. Será galardonada con una Medalla de Plata por la "Royal Horticultural Society" por su exhibición de flores pintadas en 1970.
Se interesa en Zantedeschia estudiando el género y su revisión aparece en Bothalia 11: 5-26 1973. Ilustrará numerosos libros de Botánica como el de la "Memoria del Botanical Survey": Trees & shrubs in the Kruger National Park (1951) de Leslie E.W. Codd, que para ese entonces era director del "Botanical Research Institute". Otros: The Stapelieae (1937) de White & Sloane, y Grasses & Pastures of South Africa (1955) de Lucy K.A. Chippindall.

## Honores
En 1973 recibe un doctorado honorífico de la Universidad de Witwatersrand.
Sus cenizas se esparcieron en la "Cythna Letty Nature Reserve" cerca de la pequeña ciudad de Barberton en Mpumalanga. En 1989 el "National Botanical Institute" publica un portfolio de siete impresos de pinturas florales selectas de dos revistas guardadas por la madre de Cythna, Josina Letty, y guardadas en la Biblioteca del Instituto Mary Gunn de Pretoria".
La "Botanical Society of South Africa" la honra habiendo designado a la "Medalla Cythna Letty" que galardona las significativas contribuciones a la promoción de la flora sudafricana a través de los medios publicando ilustraciones botánicas.

### Epónimos
Especies
- Crassula lettyae Phillips
- Aloe lettyae Reynolds

## Algunas publicaciones
- Letty, CL; IC Verdoorn. An Introduction to Botany & to a Few Transvaal Veld Flowers. Ed JL Van Schaik, Pretoria 1920
- EA Dyer, IC Verdoorn, LEW Codd. 1962. Wild Flowers of the Transvaal. ISBN B0007IZSNE
- Trees of South Africa. Ed. Tafelberg 1975. ISBN 0 624 00671 9
- Children of the Hours - Indigenous Plants With Peculiar Habits. AD. Donker Ltd 1981. ISBN B000N2D7SM
- La abreviatura «Letty» se emplea para indicar a Cythna Lindenberg Letty como autoridad en la descripción y clasificación científica de los vegetales.[1]